# Pittosporum humile
Pittosporum humile är en tvåhjärtbladig växtart som beskrevs av Joseph Dalton Hooker och Thoms. Pittosporum humile ingår i släktet Pittosporum och familjen Pittosporaceae. Inga underarter finns listade.